# Constantia (orquídea)
Constantia es un género con seis especies de orquídeas. Nativo de Brasil.

## Descripción
Es una planta que tiene una sola flor en el ápice de un pequeño pseudobulbo esférico que tiene dos hojas y ocho polinias, es similar a Sophronitis aunque difiere en un más pequeño tamaño del pseudobulbo y que son bifoliadas.

## Evolución, filogenia y taxonomía
Fue propuesto por João Barbosa Rodrigues en Genera et Species Orchidearum Novarum 1: 78, en 1877, cuando describió  Constantia rupestris como su especie tipo.

## Etimología
El nombre del género fue otorgado en honor de la esposa del botánico brasileño Barbosa Rodriguez, llamada Constanza

## Especies deConstantia
- Constantia australis (Cogn.) Porto & Brade (1935)
- Constantia cipoensis Porto & Brade (1935)
- Constantia cristinae F.E.L. Miranda (1991)
- Constantia gutfreundiana Chiron & V.P. Castro (2005)
- Constantia microscopica F.E.L. Miranda (1991)
- Constantia rupestris Barb.Rodr. (1877)